# Gea spinipes nigrifrons
Gea spinipes là một phân loài nhện trong họ Araneidae.
Loài này thuộc chi Gea. Gea spinipes nigrifrons được Eugène Simon miêu tả năm 1901.